# بي. تي. كولينز
بي. تي. كولينز هو جندي وسياسي أمريكي، ولد في 17 أكتوبر 1940، وتوفي في 19 مارس 1993 بسبب نوبة قلبية. نشط حزبياً في الحزب الجمهوري. وقد انتخب عضو جمعية ولاية كاليفورنيا ‏.